# Leptosia nina
Leptosia nina, ou Psique, é uma pequena borboleta da família zona pieridae (os enxofres, amarelos e brancos), encontrada no sudeste asiático e subcontinente indiano. A zona dianteira superior tem uma manchona pretona principalmente sobre fundão  Brancão. O vôo é fraco e errático e o corpo de borboleta os prumos batem para cima e para baixo como suas asas. Voam baixo sobre a grama, saindo raramente do nível do solo.